# Lasiurus atratus
Lasiurus atratus é uma espécie de morcego da família Vespertilionidae. Pode ser encontrada na Guiana, Suriname, Guiana Francesa e Venezuela.